# 白蓝翠雀花
白蓝翠雀花（学名：Delphinium albocoeruleum）为毛茛科翠雀属的植物，为中国的特有植物。分布于中国大陆的甘肃、西藏、四川、青海等地，生长于海拔3,600米至4,700米的地区，多生于山地草坡或圆柏林下，目前尚未由人工引种栽培。

## 异名
- Delphinium albocoeruleum Maxim. var. przewalskii (Huth) W. T. Wang